# مالامبو
مالامبو یک بخش اداری و همچنین یک روستا در شهرستان انگورونگورو ، و از توابع استان آروشا در کشور تانزانیا است .
این روستا در یک منطقه زیبا اما دور افتاده در شمال کشور تانزانیا و در نزدیکی رودخانه سانجان واقع شده است .